# Ta mère l'incruste
Ta mère l'incruste, ou Cauchemèredesque au Québec (A Sogra que te Pariu) est une série télévisée brésilienne diffusée depuis le 13 avril 2022 sur Netflix.

## Synopsis
Depuis le début de la pandémie, Isadir vit avec son fils et sa belle-fille rivale, prenant plaisir à se mêler de leurs affaires et à perturber leur vie

## Distribution

### Acteurs principaux
- Rodrigo Sant'Anna (pt) : Dona Isadir Queiroz
- Lidi Lisboa (pt) : Alice Queiroz
- Rafael Zulu (pt) : Carlos Queiroz
- Pedro Ottoni : Jonas Queiroz
- Bárbara Sut : Márcia Queiroz
- Solange Teixeira : Fátima
- Daniela Fontan (pt) : Marinez
- Ney Lima (pt) : Cezinha
- Thaíssa Carvalho (pt) : Kelly
- Evaldo Macarrão (pt) : Aloísio
- Marcello Escorel (pt) : Davi
- Diego Becker : Flavinho

### Invités
- Eliana Pittman : Clarisse
- Danielle Winits : Véra Lino
- Buchecha : Passager
- Arthur Picoli : Présentateur
- Dani Calabresa (pt) : Lucinha Sandler
- Luciana Gimenez : Kátia
- Rosi Campos (pt) : Mirtes
- Hélio de la Peña (pt) : Docteur Leitão
- Ricardo Vianna (pt) : Codorna
- Gracyanne Barbosa (pt) : Présentateur
- Rico Melquiades : Présentateur
- Gustavo Tubarão : Agroboy
- Rosanne Mulholland (pt) : Debby
- Roberta Rodrigues : Prikitona

## Production

### Genèse et développement
Le 2 septembre 2021, Netflix annonce l'arrivée de sa première sitcom brésilienne au format multi-caméras. Intitulée Ta mère l'incruste, il a été confirmé que la production serait une comédie produite et mettant en vedette Rodrigo Sant'Anna avec Suburbanos Produções. L'annonce a été faite via un teaser mettant en vedette les acteurs principaux de la série. La première saison a débuté le 13 avril 2022. Rapidement, la saison avait déjà atteint le Top 10 des productions les plus consommées sur la plateforme pour la semaine.
La série a été renouvelée pour une deuxième saison, qui est sortie le 12 avril 2023,,.

### Tournage
Le tournage a commencé en septembre et s'est terminé début octobre de la même année. Lidi Lisboa, qui fait partie de la série, a quitté le commandement de Cabine de Descompressão, un programme qui interviewe les éliminés de l'émission de téléréalité A Fazenda, pour se consacrer exclusivement au tournage de la deuxième saison de la série.

## Épisodes

### Première saison (2022)
1. Trop c'est trop
2. L'art de transmettre
3. Un verre, ça va…
4. De battre mon pacemaker va s'arrêter
5. Quel bazar !
6. Rouler sur l'or… ou pas
7. Match difficile
8. Flambée épidémique
9. Attention au chien
10. À quelque chose, malheur est bon

### Deuxième saison (2023)
1. Effets d'annonce
2. Coach en affaires
3. Clonage de valise
4. De la place pour tout le monde
5. L'enfant du carnaval
6. Nom d'un Noah !
7. Paparazza
8. Un petit cadeau pour Isadir
9. Oublié
10. São Paulo, on arrive !